# Senija
Senija és un municipi de l'interior de la Marina Alta, al País Valencià, que té 658 habitants (INE 2007).

## Geografia
Senija s'estén al peu d'una petita muntanya, de manera que sembla la continuació de la falda. El relleu del municipi és ondat.
Es troba en el marge esquerre de la A-7 o Autovia de la Mediterrània, des de la qual es pot accedir al poble agafant l'eixida de Benissa. També està comunicada per la carretera CV-750 que, des de Parcent, passa per Alcalalí i Xaló.

## Història
La història de Senija ha estat vinculada a Benissa, població de la qual dista poc. En el segle xvi estava poblada exclusivament per moriscs; fins al 1535 fou annex de la parròquia de Benissa; no tenim gaires notícies de la seua carta pobla després de l'expulsió dels moriscs però el 1622 apareix ja amb una població de 33 famílies cristianes, nombre sensiblement inferior al dels últims anys de l'etapa morisca, de la qual cosa es deduïx el dany econòmic que patí arran de l'expulsió; en el segle xvii pertanyia a la família dels cavallers mercaders Zapata; el 1794 comptava ja amb 121 famílies que es dedicaven principalment a l'elaboració de panses amb destinació a l'exportació; en les darreres dècades la seua demografia ha retrocedit sensiblement.

## Economia
Senija viu de l'agricultura, cítric, garrofa, ametla i sobre tot vinyet que dona les famoses panses assecades al sol de la Marina i que ha proporcionat riquesa al poble. Al municipi també es produïx oli, vi dolç i tomaques assecades com la pansa. La proximitat a la costa ha permés l'arribada del turisme, que a Senija ve a dinar als restaurants que hi proliferen contínuament.

## Demografia
Té una població de 658 habitants (INE 2007). Un 37,80% dels residents en Senija són de nacionalitat estrangera, principalment procedents d'altres països de la Unió Europea.
La taula següent resumeix l'evolució del volum demogràfic de Senija al llarg de tota l'època estadística: 
| Població | 623 | 607 | 700 | 590 | 566 | 505 | 672 | 595 | 481 | 504 | 433 | 483 | 509 | 619 | 649 | 658 |

## Política i govern

### Composició de la Corporació Municipal
El Ple de l'Ajuntament està format per 7 regidors. En les eleccions municipals de 26 de maig de 2019 foren elegits 4 regidors de Compromís per Senija (Compromís) i 3 del Partit Popular (PP).
| Eleccions municipals de 26 de maig de 2019 - Senija                                                                           |                                     |                                     |                                     |      |          |          |
| Candidatura | Candidatura                         | Candidatura                         | Cap de llista                       | Vots | Vots     | Regidors |
| | Compromís per Senija                |                                     | Joaquín Ginestar Roselló            | 166  | 57,44%   | 4 ()     |
| | Partit Popular                      |                                     | Juan Ferrer Bastidas                | 117  | 40,48%   | 3 ()     |
| | Vots en blanc                       |                                     |                                     | 6    | 2,08%    |          |
| Total vots vàlids i regidors                                                                                                  | Total vots vàlids i regidors        | Total vots vàlids i regidors        | Total vots vàlids i regidors        | 289  | 100 %    | 7        |
| | Vots nuls                           | Vots nuls                           | Vots nuls                           | 8    | 2,69%    |          |
| Participació (vots vàlids més nuls)                                                                                           | Participació (vots vàlids més nuls) | Participació (vots vàlids més nuls) | Participació (vots vàlids més nuls) | 297  | 78,16%** |          |
| Abstenció | Abstenció                           | Abstenció                           | Abstenció                           | 83*  | 21,84%** |          |
| Total cens electoral | Total cens electoral                | Total cens electoral                | Total cens electoral                | 380* | 100 %**  |          |
| Alcalde: Joaquín Ginestar Roselló (Compromís) (15/06/2019) Per majoria absoluta dels vots dels regidors (4 vots de Compromís) |                                     |                                     |                                     |      |          |          |
| Fonts: JEC, JEZ Dénia, M. Interior, Periòdic Ara. (* No són vots sinó electors. ** Percentatge respecte del cens electoral.)  |                                     |                                     |                                     |      |          |          |

### Alcaldia
Des de 2019 l'alcalde de Senija és Joaquín Ginestar Roselló de Compromís per Senija (Compromís).
| Període                       | Alcalde o alcaldessa     | Partit polític | Data de possessió | Observacions |
| ----------------------------- | ------------------------ | -------------- | ----------------- | ------------ |
| 1979–1983                     | Francisco Ivars Pérez    | UCD            | 19/04/1979        | --           |
| 1983–1987                     | Francisco Ivars Pérez    | AP-PDP-UL-UV   | 28/05/1983        | --           |
| 1987–1991                     | Francisco Ivars Pérez    | AP             | 30/06/1987        | --           |
| 1991–1995                     | Francisco Mas Ginestar   | PP             | 15/06/1991        | --           |
| 1995–1999                     | Bernardo Moragues Mas    | PP             | 17/06/1995        | --           |
| 1999–2003                     | Bernardo Moragues Mas    | PP             | 03/07/1999        | --           |
| 2003–2007                     | Bernardo Moragues Mas    | PP             | 14/06/2003        | --           |
| 2007–2011                     | Josep Moragues Santacreu | PSPV-PSOE      | 16/06/2007        | --           |
| 2011–2015                     | Josep Ivars Crespo       | Bloc-Compromís | 11/06/2011        | --           |
| 2015–2019                     | Josep Ivars Crespo       | Compromís      | 13/06/2015        | --           |
| 2019-2023                     | Joaquín Ginestar Roselló | Compromís      | 15/06/2019        | --           |
| Des de 2023                   | n/d                      | n/d            | 17/06/2023        | --           |
| Fonts: Generalitat Valenciana |                          |                |                   |              |

## Galeria d'imatges
| Cova de la Garganta. Vista panoràmica de Senija. |